# Gerhard Rheinheimer

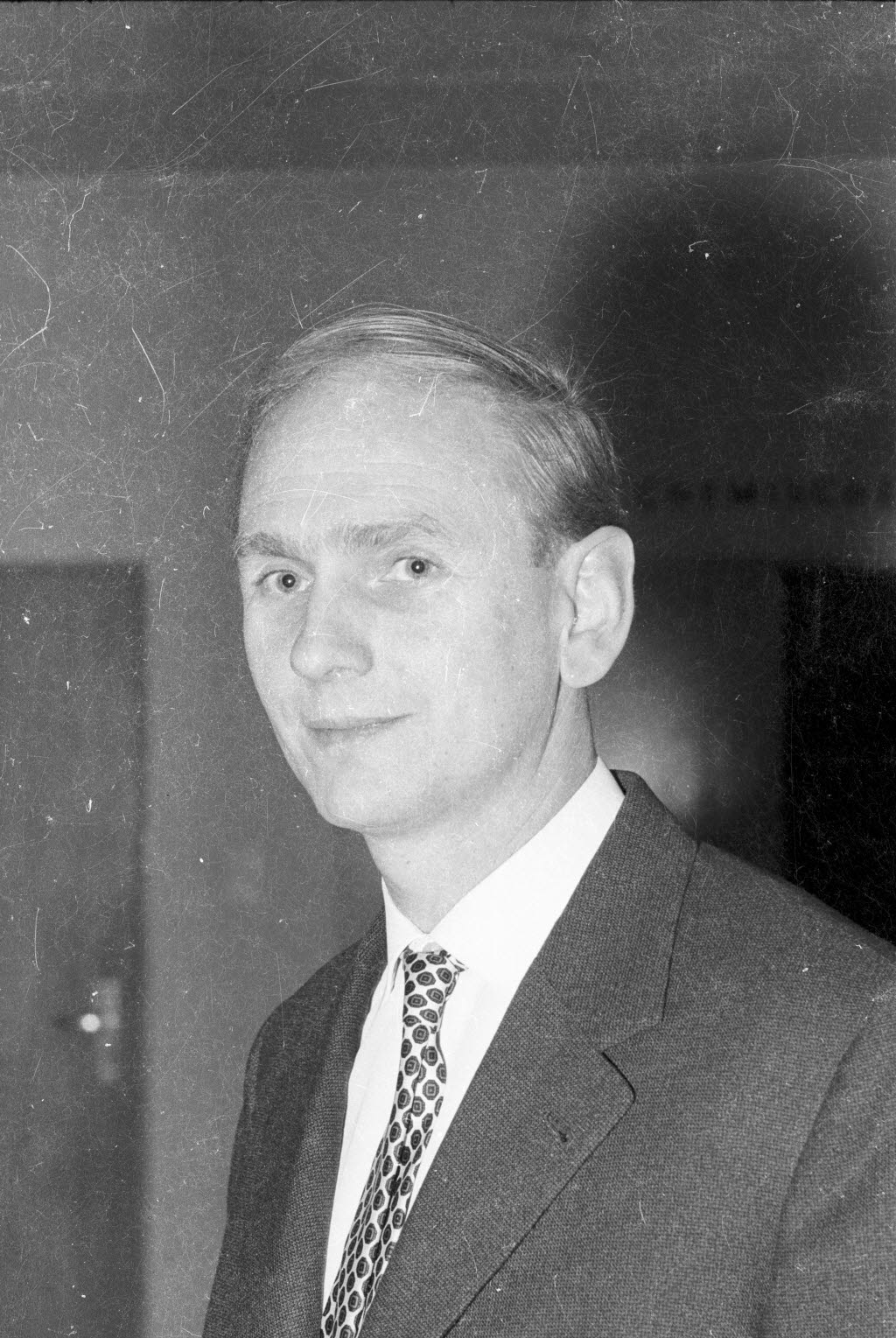
Gerhard Rheinheimer (1967)

Gerhard Wilhelm Rheinheimer (* 10. Juli 1927 in Heilbronn; † 2. Mai 2015 in Altenholz bei Kiel) war ein deutscher Mikrobiologe.

## Werdegang
Rheinheimer studierte 1949 bis 1955 Biologie und Chemie in Hamburg. 1954 schrieb er eine Diplomarbeit über „Ökologische Untersuchungen in Nadelholzforsten bei Hamburg unter besonderer Berücksichtigung der Moose“ bei Heinz Ellenberg, diese wurde fortgesetzt und erweitert zu der Doktorarbeit „Über die Standorte der Moosvegetation in Nadelholzforsten bei Hamburg“ (Promotion 1956). Danach erhielt er eine Projektstelle bei Horst Engel in der Mikrobiologischen Abteilung des Staatsinstituts für Allgemeine Botanik. Dort führte er mikrobiologische Untersuchungen der Elbe durch, unternahm regelmäßige Fahrten auf der Elbe von Schnackenburg bis Hamburg und Cuxhaven. Er untersuchte insbesondere die Rolle der Bakterien bei den Stoffumsetzungen im Fluss. Das interessanteste Ergebnis war die Feststellung, dass das in der warmen Jahreszeit im Wasser unterhalb von Hamburg auftretende Nitrit durch bakteriologische Prozesse entsteht (Nitrifikation und Denitrifikation) und nicht wie bis dahin vermutet durch chemische Prozesse. 1958 bis 1960 war er an der Bundesforschungsanstalt für Forst- und Holzwirtschaft in Reinbek tätig. 1961 bis 1964 war er wissenschaftlicher Assistent bei Horst Engel in Hamburg, wo er sich mit Gewässermikrobiologie beschäftigte und Untersuchungen über die Rolle der Bakterien im Stickstoffkreislauf und den Einfluss der Temperatur auf die bakteriellen Umsetzungen in fließenden Gewässern durchführte. 1964 habilitierte er sich in Hamburg für das Fach Mikrobiologie. Anschließend ging er als Leiter der Abteilung Marine Mikrobiologie an das Institut für Meereskunde nach Kiel und wurde dort 1967 zum Professor ernannt. 1965 nahm er an der internationalen Indischer-Ozean-Expedition mit dem Forschungsschiff Meteor teil. In den folgenden Jahren unternahm er mikrobiologische Untersuchungen in Ost- und Nordsee und in Flüssen und führte Arbeiten in Zusammenhang mit der Meeresverschmutzung durch. Dabei untersuchte er vor allem den bakteriellen Abbau von organischen Stoffen im Fluss- und Meerwasser und untersuchte die Selbstreinigung der Gewässer. 1971 erschien das Lehrbuch Mikrobiologie der Gewässer (5. Auflage 1991, vier englische Auflagen, zwei polnische, eine spanische). In den 1980er Jahren führte er Fahrten mit dem Forschungsschiff Poseidon in die nördliche Ostsee, in den Nordatlantik, zu den Azoren und nach Portugal durch, wo er eine Zusammenarbeit mit der Universität Faro etablierte. 1992 trat er in den Ruhestand. 1996 erschien Meereskunde der Ostsee.
Gerhard Rheinheimer ist der Vater des Historikers Martin Rheinheimer.

## Publikationen (Auswahl)
- Mikrobiologie der Gewässer. Gustav Fischer Verlag, Stuttgart 1971, ISBN 3-437-30119-5 (5. überarbeitete Auflage 1991).
- Meereskunde der Ostsee. 2. Auflage, Springer-Verlag, Berlin, Heidelberg, New York 1996, ISBN 3-540-59351-9.